# Stomias boa colubrinus
Stomias boa colubrinus és una subespècie de peix de la família dels estòmids i de l'ordre dels estomiformes. Els mascles poden assolir 40 cm de longitud total. És un peix marí i d'aigües profundes que viu fins als 3.060 m de fondària. Es troba a Xile, l'Atlàntic nord i davant la costa occidental de l'Àfrica central.